# Weißer Kocher
Der Weiße Kocher ist der rechte und kürzere der beiden großen Quellflüsse des Kochers. Bei Unterkochen vereinigt er sich mit dem Schwarzen Kocher.

## Namensgebung
Durch das starke Gefälle im Bereich des Quellgebiets kommt es zum weißen Aufschäumen des Wassers, was zum Namen Weißer Kocher geführt hat.
Historische Karten, nämlich die Walchsche Karte aus dem Jahre 1804 und die Majersche Karte aus dem Jahre 1705 belegen jedoch, dass im Laufe der Zeit die Namen der Quellflüsse des Kochers vertauscht wurden. Dort wird der Oberkochener Zufluss, der heutige Schwarze Kocher als „Rot Kocher“ bezeichnet und der Unterkochener Zufluss, der heutige Weiße Kocher als „Schwarz Kocher“.

## Geographie

### Verlauf
Der mehrere Karst-Einzelquellen umfassende Ursprung des Weißen Kochers befindet sich oberhalb des Aalener Stadtteils Unterkochen in einem engen Waldtal. Dort schlängelt sich der Fluss zwischen moosbewachsenen Felsen durch seine Quellschlucht. Auf seinen Lauf nach Unterkochen lagert der Bach Kalktuff ab. An der einst wegen ihrer vielen Unfälle berüchtigte Pulvermühle zweigt an der Tennisanlage von Unterkochen ein Seitenkanal ab. Kurz danach fließt der Nebenkanal wieder zurück, der Weiße Kocher tritt in die Siedlungskontur von Unterkochen ein und nimmt nach dem Bischof-Hefele-Weg seinen einzigen natürlichen Zufluss auf, den von links zuströmenden Häselbach; auf dem Bergsporn des Mündungswinkels liegt die in ihren Ursprüngen bis auf die frühe Bronzezeit zurückgehende Ruine der Kocherburg. Gleich danach verzweigt sich der Bach abermals für wenige hundert Meter. Dort steht eine 1522 gegründete  Eisenschmiede, sowie eine ehemals weithin bekannte Papiermühle. Unterhalb des Stadtteils tritt der Weiße Kocher in die Talaue des aus Oberkochen kommenden Schwarzen Kochers ein und vereinigt sich mit diesem am Neukochener Stauwehr zum Kocher. Der Zusammenfluss wurde im Jahr 2015 renaturiert und etwa 100 m nach Nordosten verlegt. Während vor der Umgestaltung der Weiße Kocher weiter nach Westen verlief, fließt heute der Schwarze Kocher ein Stück weit ihm entgegen nach Osten.

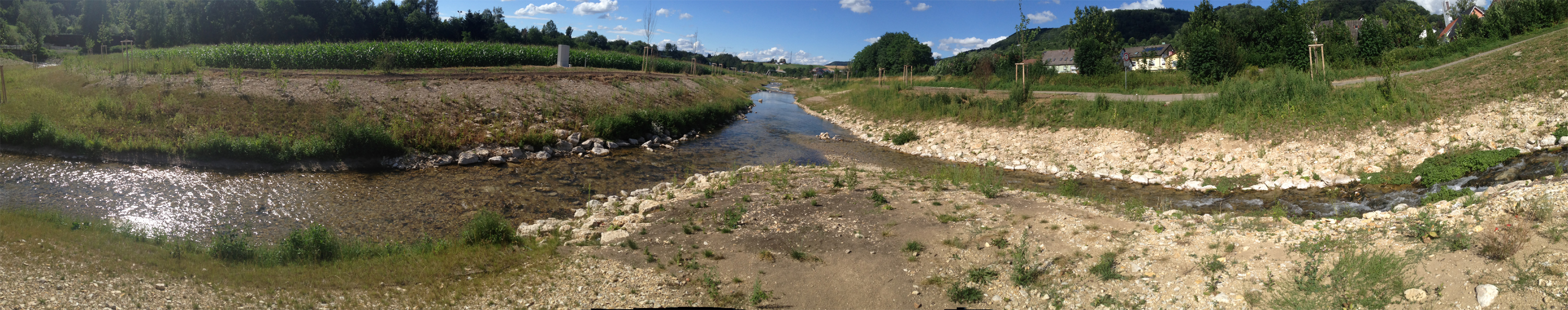
Zusammenfluss des Schwarzen Kochers (links) und des Weißen Kochers (rechts) in Unterkochen seit der Renaturierung 2015

Der Weiße Kocher fließt nach etwa 3,3 km langem Lauf mit mittlerem Sohlgefälle von rund 21 ‰ etwa 70 Höhenmeter unterhalb seiner obersten Quelle mit dem Schwarzen Kocher zum Kocher zusammen. Er hat einen mittleren Abfluss (MQ) von 400 l/s.

### Einzugsgebiet
Das Einzugsgebiet ist an der Oberfläche 8,5 km² groß, es liegt naturräumlich gesehen im Albuch und Härtsfeld, mit den Wasserläufen, Talgründen und Unterhängen im Oberen Kochertal des Unterraums Kocher-Brenz-Tal, während die höheren Hänge im Norden und vor allem Osten Anteil am Nordwestlichen Härtsfeld haben. Dort liegt auf einer Höhenkuppe beim Hof Hohenberg in der Waldhausener Stadtteilgemarkung von Aalen der mit etwas 677 m ü. NHN höchste Punkt.
Im Norden konkurriert der rechte Kocher-Zufluss Pflaumbach, jenseits der östlichen Wasserscheide, die ein Abschnitt der Europäischen Hauptwasserscheide zwischen Rhein und Nordsee diesseits und Donau und Schwarzem Meer jenseits ist, die Egau, die erst weit entfernt vom unmittelbar anschließenden gewässerlosen Teil der Hochfläche des Härtsfeldes entstehet.

### Zuflüsse
Hierarchische Liste der Zuflüsse, jeweils von der Quelle zur Mündung.
- Rowa-Kanal, von rechts auf etwa 483 m ü. NHN nach den Tennisplätzen am Beginn der Unterkochener Wohnbebauung, 0,4 km. Geht zuvor auf etwa 495 m ü. NHN an der Pulvermühle vor den Tennisplätzen nach rechts ab.[1]
- Häselbach, von links und Südosten auf etwa 478 m ü. NHN wenig unterhalb des Bischof-Hegele-Wegs in Unterkochen, 1,4 km und ca. 4,9 km² Entfließt auf etwa 507 m ü. NHN in Aalen-Glashütte einem Teich unter dem Hohlen Stein.[1]
- Mühlkanal Eisenschmiede und Papierfabrik, von rechts auf etwa 464 m ü. NHN nahe dem Haus Nr. 31 der Waldhäuser Straße von Unterkochen, 0,8 km. Geht kurz nach dem vorigen rechts ab.[1]
  - Mühlkanal Papierfabrik, von links kurz vor dem Rücklauf, etwas über 0,2 km. Rechter Abzweig des Weißen Kochers.[1]

## Umweltschutz
Im Bereich des Quellgebietes wurde der Weiße Kocher industriell genutzt. Betriebe zur Papierherstellung und Textilveredelung haben früher das Gewässer sehr verunreinigt. Inzwischen hat es sich infolge von Umweltschutzauflagen wieder erholt und seine Wasserqualität hat die Güteklasse II.

## Fernwanderweg
Der Schwäbische-Alb-Nordrand-Weg (Hauptwanderweg 1) und der dort abschnittsweise damit gebündelte Main-Donau-Bodensee-Weg (Hauptwanderweg 4) des Schwäbischen Albvereins führen durch das Quellgebiet des Weißen Kochers.

## Bildergalerie

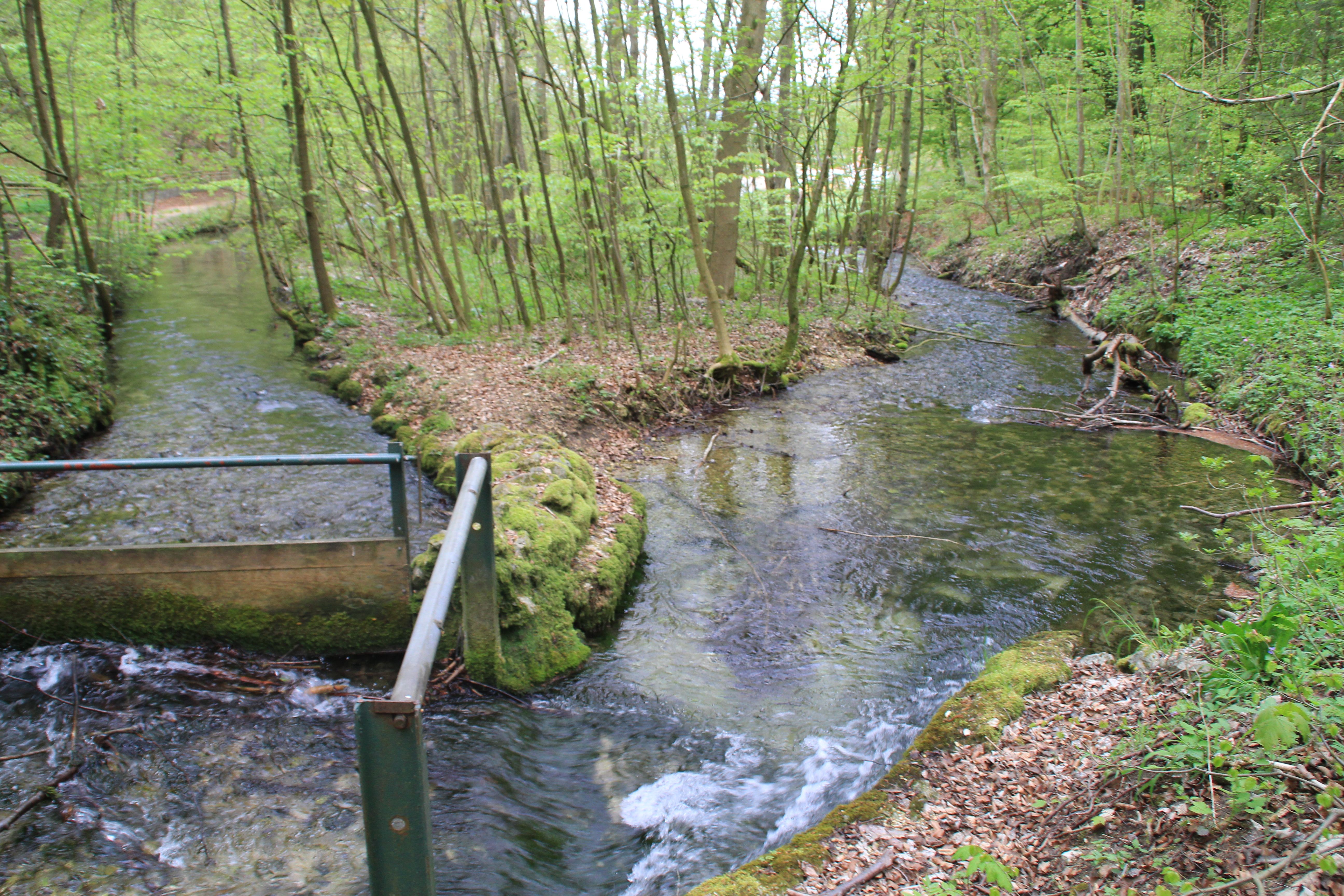
Der Weiße Kocher teilt sich in zwei Arme
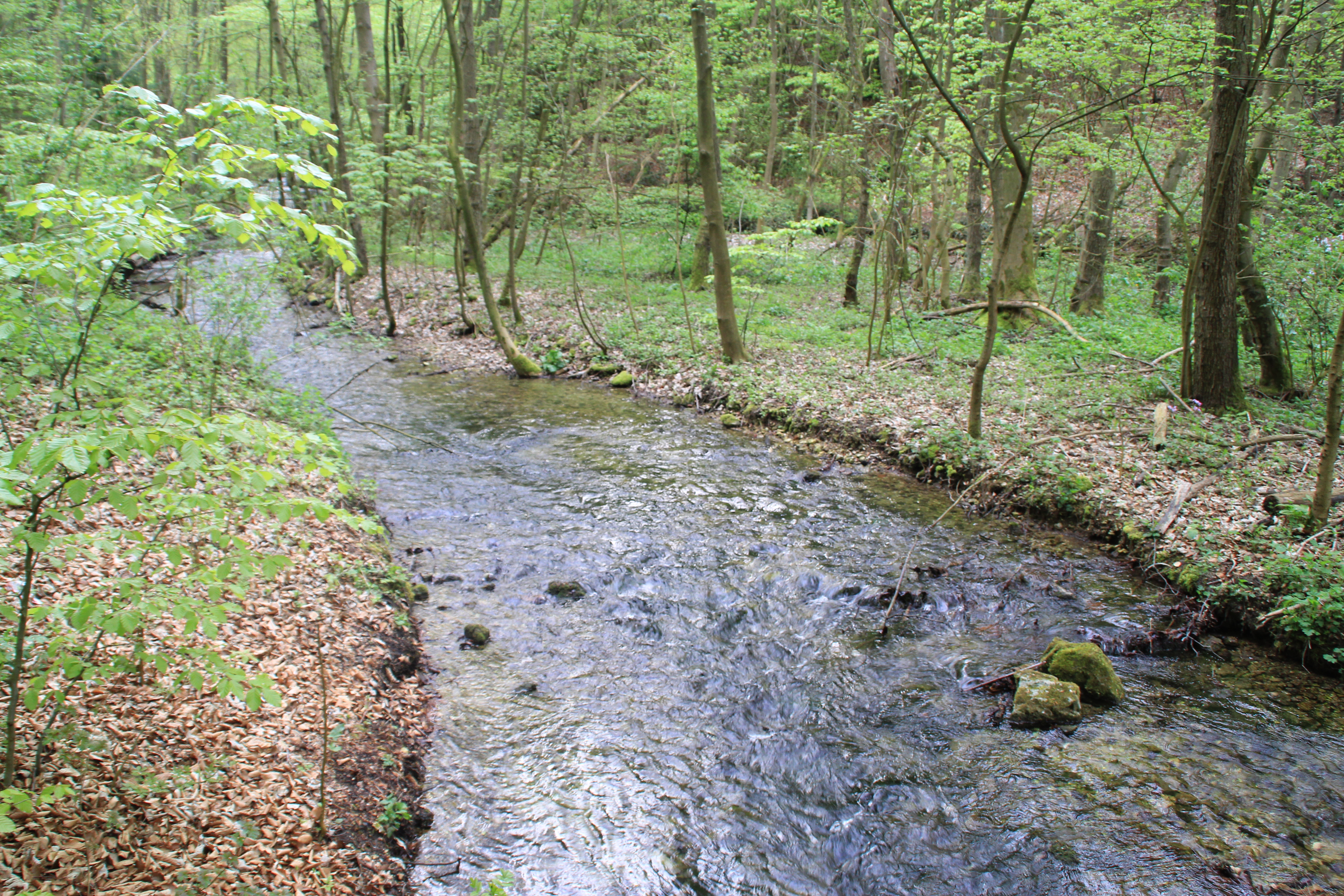
Der rechte Arm des Weißen Kochers im Ursprungstal
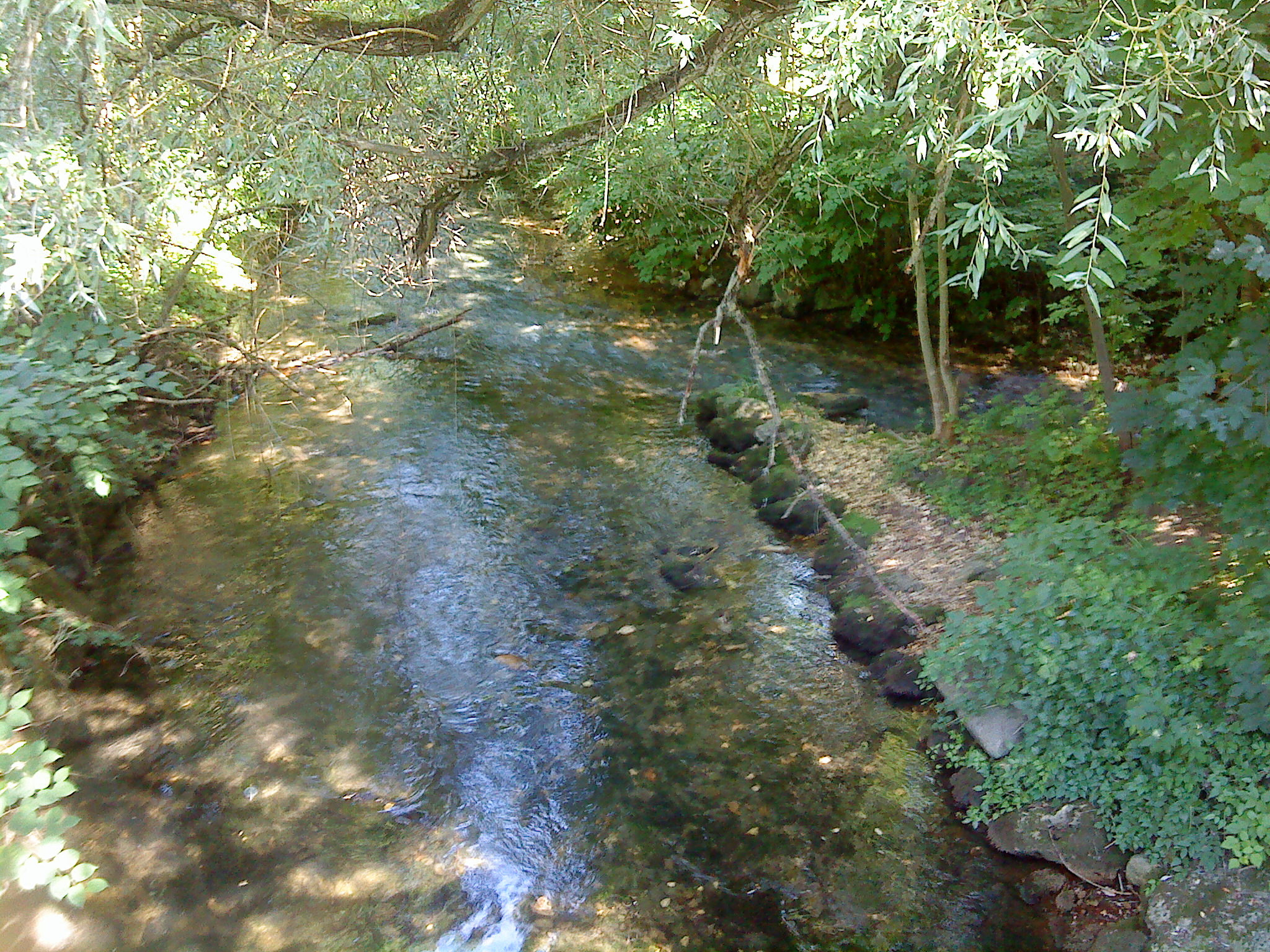
Zusammenfluss des Schwarzen Kochers (links) und des Weißen Kochers (rechts) in Unterkochen vor der Renaturierung